# Daniel Jervis
Daniel Owen Jervis (Neath, 9 giugno 1996) è un nuotatore britannico.

## Biografia
Si è messo in mostra a livello giovanile agli europei giovanili di Dordrecht 2014 in cui ha vinto la medaglia d'oro nei 1500 m stile libero e il bronzo nella staffetta 4x200 m
stile libero con Martyn Walton, Jack Smith e Duncan Scott. Lo stesso anno ai XX Giochi del Commonwealth di Glasgow 2014 ha ottenuto il bronzo nei 1500 m, concludendo alle spalle del canadese Ryan Cochrane e dell'australiano Mack Horton.
È stato convocato per la prima volta nella nazionale seniores britannica agli europei di Londra 2016, classificandosi 11º negli 800 m stile libero e 13º nei 1500 m.
Ha esordito ai mondiali a Budapest 2017, piazzandosi 18º nei 1500 m stile libero.
Ai Giochi del Commonwealth di Gold Coast 2018 ha vinto l'argento nei 1500 m, terminando dietro all'australiano Jack McLoughlin. Si è qualificato agli europei di Glasgow 2018 nei 400 m stile libero, ma non è sceso in acqua.
Ai mondiali di Gwangju 2019 è stato eliminato in batteria con il 17º posto nei 400 m stile libero e con il 13º nei 1500 m.
Agli europei di Budapest 2020, disputati nel preso Duna Aréna nel maggio 2021, dato l'insorgere dell'emergenza sanitaria causata dalla pandemia di COVID-19, si è classificato 17º negli 800 m stile libero e 5º nei 1500 m.
Ha rappresentato la Gran Bretagna ai Giochi olimpici estivi di Tokyo 2020, in cui ha completato i 1500 m stile libero con il 5º posto in finale.
Ai mondiali di Budapest 2022 ha gareggiato nei 400 m, 800 m e 1500 m stile libero, dove ha concluso rispettivamente al 14º, 10º e 7º posto.

## Vita privata
È apertamente gay..

## Palmarès

### Per la Gran Bretagna
- Europei giovanili

Dordrecht 2014: oro nei 1500 m sl; bronzo nella staffetta 4x200 m sl;

### Per il Galles
- Giochi del Commonwealth

Glasgow 2014: bronzo nei 1500 m;
Gold Coast 2018: argento nei 1500 m;